# Ivčenko AI-25
Ivčenko AI-25 je dvouproudový motor vyvinutý sovětskou konstrukční kanceláří Ivčenko-Progress. Motor byl vyvinut pro malý dopravní letoun Jakovlev Jak-40. Ve verzi Al-25TL pohání rovněž rozšířený československý cvičný letoun Aero L-39 Albatros, nebo čínský cvičný letoun Hongdu K-8 Karakorum. Jeho dalším vývojem vznikl motor Lotarev DV-2.

## Úpravy a výroba v Československu
Pro potřeby vývoje a výroby prvních letounů Aero L-39 Albatros vyrobil Motorlet Jinonice na přelomu 60. a 70. let několik (nultá a 1. série, 35 ks) dvouproudových motorů AI-25W (W = Walter) s tahem 14,4 kN. Motor AI-25 byl původně vyvinut a používán pro dopravní letoun Jakovlev Jak-40. Oproti původnímu motoru Ivčenko AI-25 měl tento motor jinonickými konstruktéry upravený olejový a palivový systém, problémem však bylo startování motoru.  To vyřešil spouštěč Microturbo Saphire, který byl pak vyráběn v licenci v První brněnské strojírně ve Velké Bíteši. Pro zvýšení tahu a celkové ekonomičnosti motoru AI25W bylo ve vývoji n.p. Motorlet navrženo zcela nové dvoustupňové dmychadlo místo původního třístupňového.
Na sériové L-39, po mezivládní 
dohodě o přímých dodávkách motorů, ke kterým byla dodána dokumentace AI-25W, však byl použit v Záporoží modernizovaný motor AI-25TL (konstrukční kancelář Ivčenko-Progress, konstruktér Alexander G. Ivčenko) s tahem 16,85 kN. V Záporoží byly na AI25W zavedeny další úpravy. Po dokončení vývoje motoru AI25W v tehdejší vědecko-výzkumné základně Motorletu byla vytvořena studie motoru Walter Titan. Měl zvýšený tah a sníženou spotřebu. Hlavní změnou byla úprava nízkotlakého kompresoru. Pro nízkotlaký kompresor byl navržen pouze jeden stupeň společný pro studený i teplý proud a tři „půlstupně“ stlačující pouze teplý proud. Tím byl zvýšen obtokový poměr a zvýšeno stlačení  teplého proudu, což pro rychlosti letadla L-39 způsobilo zvýšení tahu a snížení spotřeby motoru. 
Po rozhodnutí, že motory pro L-39 bude dodávat Záporoží, byla i studie motoru Walter-Titan předána na Ukrajinu. Po určité době sériové výroby AI25TL oznámil záporožský závod dokončení vývoje výkonnějšího motoru pro L-39, který byl nazván Lotarev DV-2, jehož výroba a byla direktivním ministerským rozhodnutím předána do Považských strojární v Považské Bystrici.

## Specifikace (AI-25TL)

### Technické údaje
- Typ: dvouproudový motor
- Délka: 3 350 mm
- Průměr: 1 000 mm
- Hmotnost: 350 kg

### Součásti motoru
- Kompresor: axiální, třístupňový nízkotlaký kompresor a devítistupňový vysokotlaký kompresor
- Spalovací komora: prstencová
- Turbína: dvoustupňová vysokotlaká turbína a jednostupňová nízkotlaká turbína

### Výkony
- Maximální tah: 16,9 kN (3,800 lbf)
- Celkový kompresní poměr: 9,5:1
- Měrná spotřeba paliva: 58,6 kg/(kN·h) (0.575 lb/(lbf·h))
- Poměr tah/hmotnost: 4,9:1

## Galerie

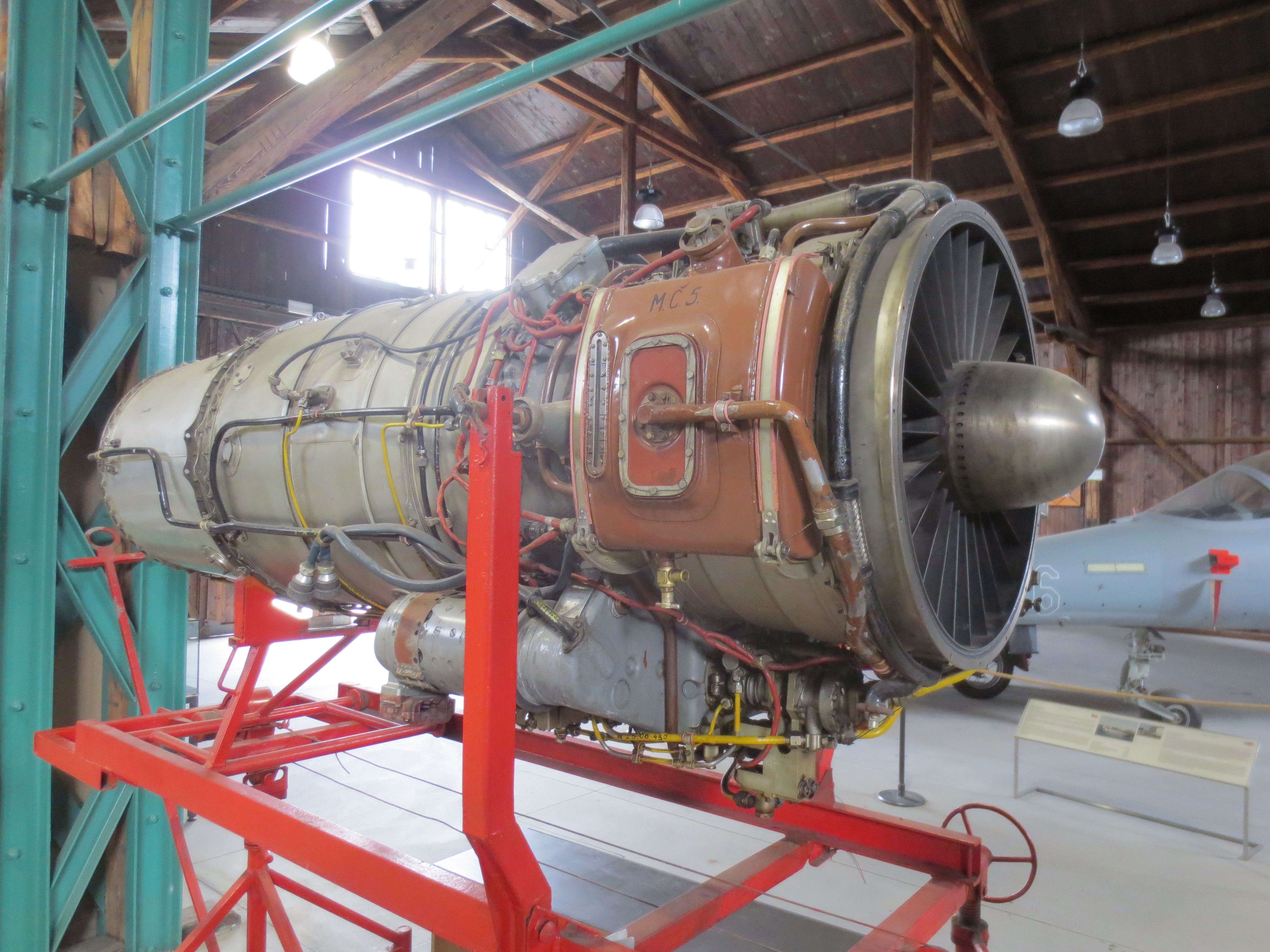
Walter AI-25W (1968)
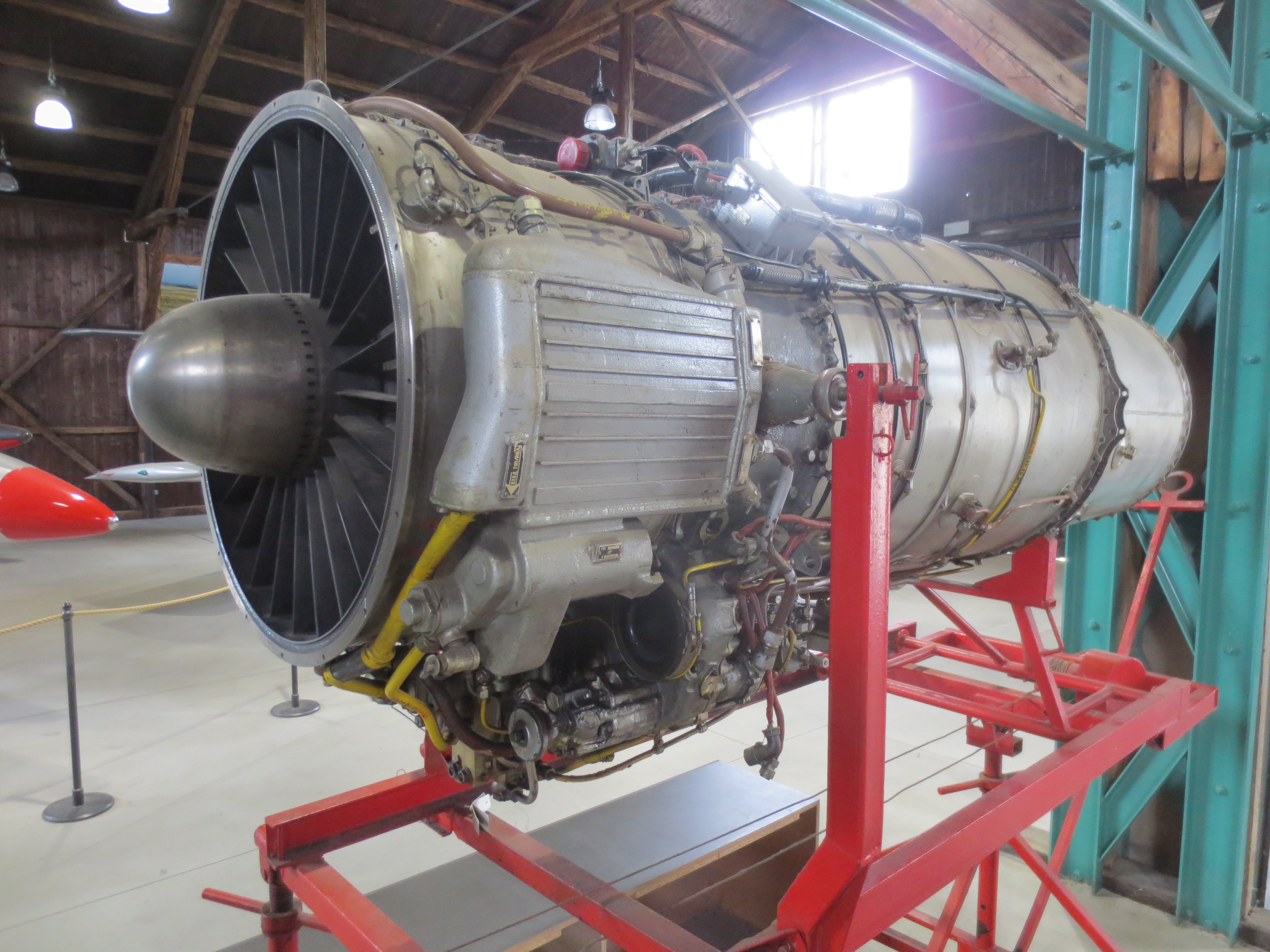
Walter AI-25W, upravený AI-25
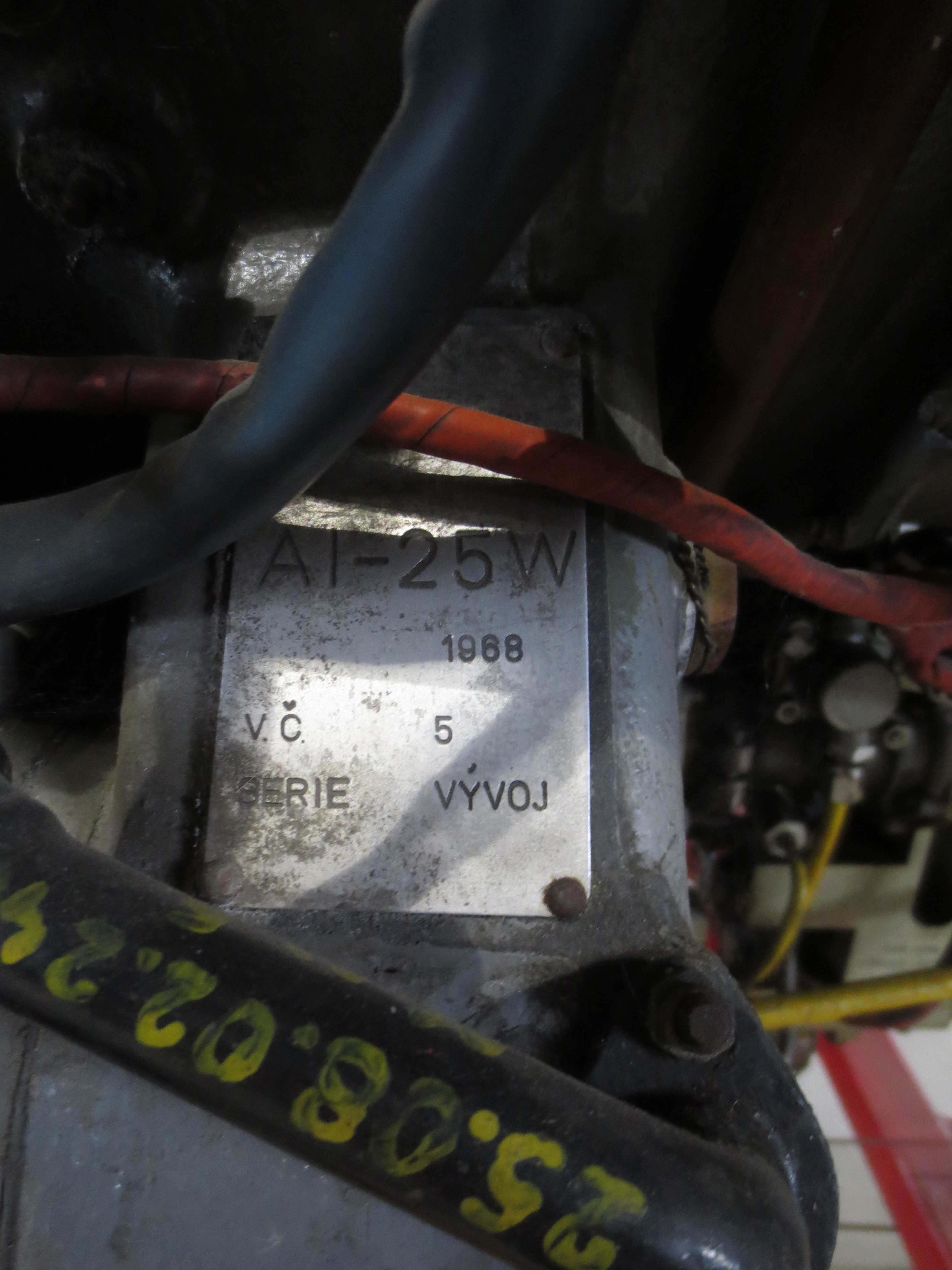
Walter AI-25W (v.č. 5)